# Москаленський
Москаленський (рос. Москаленский) — селище у Мар'яновському районі Омської області Російської Федерації.
Належить до муніципального утворення Москаленське сільське поселення. Населення становить 2468 осіб.

## Історія
Згідно із законом від 30 липня 2004 року органом місцевого самоврядування є Москаленське сільське поселення.

## Населення
| 2010 |
| ---- |
| 2468 |